# Alexandra Purvis
Alexandra Purvis (* 27. Januar 1988 in British Columbia) ist eine kanadische Schauspielerin.

## Leben
Alexandra Purvis ist vor allem für ihre Rolle als Katherine „Kat“ Corrigan in Poltergeist – Die unheimliche Macht bekannt. Sie spielte unter anderen in Filmen wie Agent Cody Banks und The Santa Clause 2, sowie in der Mystery-Miniserie Taken. Sie gewann einen Leo Award für ihre Leistung in Marine life. Purvis wirkte außerdem in Episoden von The Twilight Zone (2002) und Caitlin's Way mit. 
Im Jahr 1997 wurde sie für den Young Artist Award in der Kategorie beste Performance in einer TV-Film/Mini-Serie im Alter unter 10 Jahren für ihre Rolle im Fernsehfilm Ronnie & Julie – Verbotene Küsse nominiert.

## Filmografie
- 1994: Spurlos verschwunden – Wo ist meine Schwester? (The Disappearance of Vonnie, Fernsehfilm)
- 1995: Annette Funicello – Ein Schicksal (A Dream Is a Wish Your Heart Makes: The Annette Funicello Story, Fernsehfilm)
- 1995: Tatort Schlafzimmer (Dangerous Intentions, Fernsehfilm)
- 1996: For Hope (Fernsehfilm)
- 1996–1999: Poltergeist – Die unheimliche Macht (Poltergeist: The Legacy, Fernsehserie, 21 Folgen)
- 1997: Contagious (Fernsehfilm)
- 1997: Ronnie & Julie – Verbotene Küsse (Ronnie & Julie, Fernsehfilm)
- 1999: Flieg ins Licht, Maryann (A Song from the Heart, Fernsehfilm)
- 2000: Marine Life
- 2002: Caitlin’s Way (Fernsehserie, 2 Folgen)
- 2002: Now & Forever
- 2002: Santa Clause 2 – Eine noch schönere Bescherung (The Santa Clause 2)
- 2002: Taken (Steven Spielberg Presents Taken, Miniserie, eine Folge)
- 2002: Twilight Zone (The Twilight Zone, Fernsehserie, eine Folge)
- 2003: Agent Cody Banks